# توماس دي فينسنتي
توماس دي فينسنتي (بالإسبانية: Tomás De Vincenti)‏ (مواليد 9 فبراير 1989) هو لاعب كرة قدم أرجنتيني .

## نادي شباب الأهلي دبي
كان يلعب مع النادي الأهلي وبعد دمج أندية الأهلي و نادي الشباب ونادي دبي تحت مسمى نادي شباب الأهلي تم ضمه إلى نادي شباب الأهلي .

## روابط خارجية
- توماس دي فينسنتي على موقع قاعدة بيانات كرة القدم.إي يو (الإنجليزية)
- توماس دي فينسنتي على موقع قاعدة بيانات كرة القدم.إي يو (الإنجليزية)
- توماس دي فينسنتي على موقع Soccerway.com (الإنجليزية)
- توماس دي فينسنتي على موقع AS.com (الإسبانية)

- توماس دي فينسنتي